# Преондактиль
Преонда́ктиль (лат. Preondactylus) — род базальных птерозавров, живших во времена позднетриасовой эпохи (норий — рэт, 215,6—205,6 млн лет назад) на территории современной Италии. Включает единственный известный вид Preondactylus buffarini, найденный Нандо Буффарини в 1982 году недалеко от городка Удине, в преонской долине итальянских Альп.

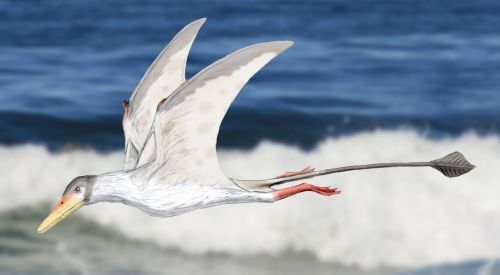
Восстановленный облик

## Описание
Преондактиль обладал короткими крыльями с размахом всего 45 см и сравнительно длинными ногами. Несмотря на то, что короткие крылья являются признаком «примитивных» птерозавров, преондактиль, похоже, был неплохим летуном. Его зубы были конической формы, с одним остриём. Его рацион состоял из рыбы или насекомых, а может, из того и другого. Однако до сих пор идут дебаты, может ли форма зубов указывать на вид пищи.

## Открытие

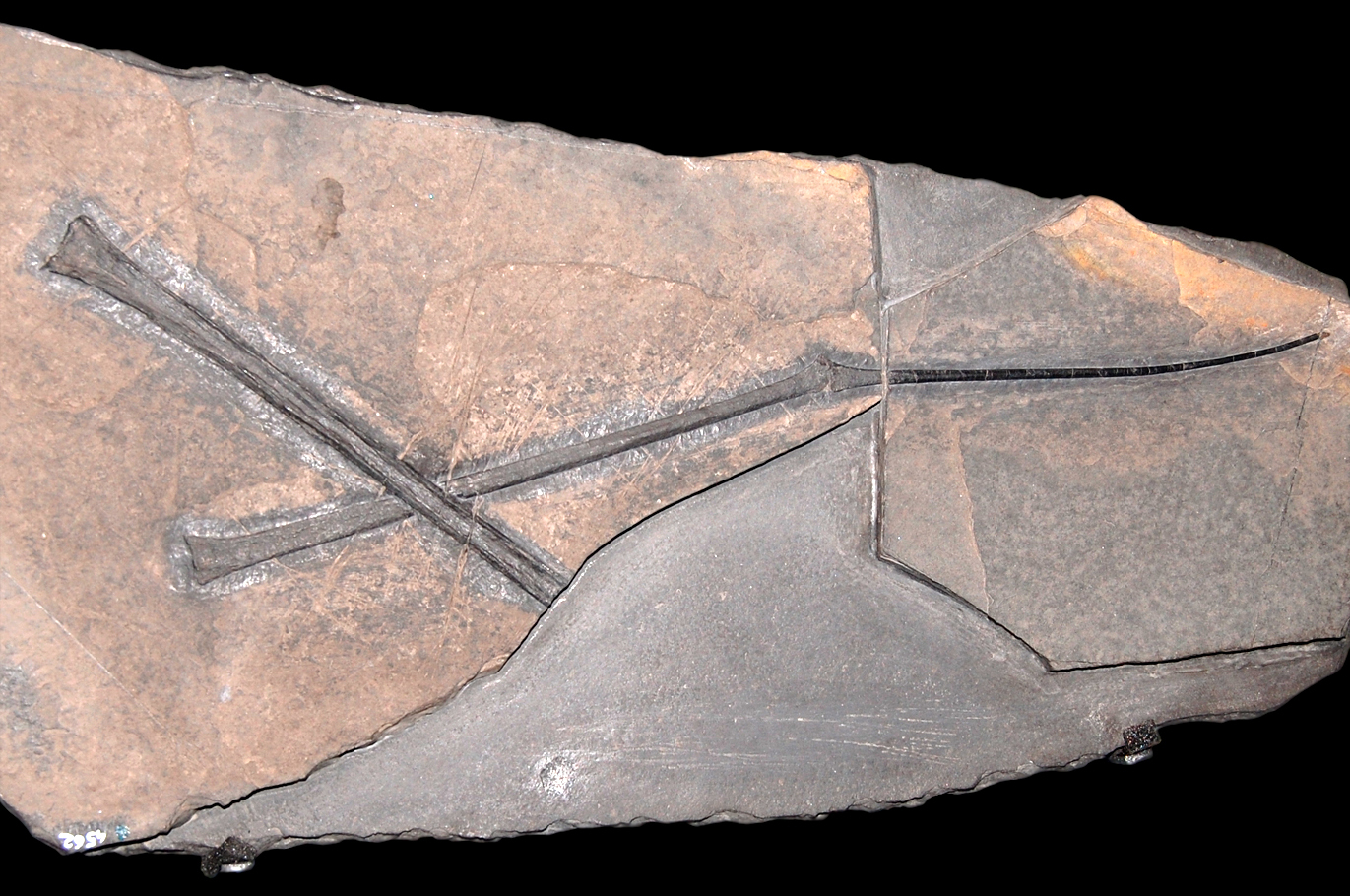
Ископаемые кости крыла

Первые останки преондактиля были обнаружены Буффарини на тонкой известковой плитке. Во время извлечения плитка была случайно разбита на куски. После сборки палеонтолог с женой промыли породу водой, в результате чего мергель и содержащаяся в нём кость были смыты и утеряны. От утерянной кости остался только отпечаток в камне, который залили жидкой резиной, чтобы предотвратить дальнейшую утрату останков. Известна бо́льшая часть скелета, но затылочная часть черепа не сохранилась. Этот образец является голотипом, MFSN-1770.
Второй, расчленённый образец, MSFN-1891, был найден в той же местности в 1984 году на 150—200 метров глубже, чем первая находка. Как полагают, второй образец является исторгнутым содержимым желудка хищной рыбы, которая съела птерозавра и отрыгнула непереваренные остатки, которые впоследствии окаменели. Более детальное изучение изменчивости триасовых птерозавров сделало принадлежность данного образца к роду Preondactylus сомнительным. 
Третий образец, MFSN 25161, является частью черепа без нижней челюсти.

## Систематика
Вид описал и назвал Руперт Уайлд в 1984 году. Родовое наименование является отсылкой к названию итальянской коммуны Преоне, видовое название дано в честь Буффарини. Уайлд отнёс преондактиля к семейству Rhamphorhynchidae, самым древним представителем которого являлся Dorygnathus, но скоро он понял, что данная форма является гораздо более базальной. Кладистический анализ Дэвида Анвина нашёл преондактиля самым базальным птерозавром, и вид был соответствующим образом использован им для определения узла клады Pterosauria.
Исследование 2014 года Андреса, Кларка и Сина показало, что сестринским родом преондактиля является австриадактиль, и оба они вместе с семейством Eudimorphodontidae входят в кладу примитивных птерозавров Eopterosauria.